# Жищинцы
Жищинцы (укр. Жищинці) — село в Городокском районе Хмельницкой области Украины.
Население по переписи 2001 года составляло 1087 человек. Почтовый индекс — 32051. Телефонный код — 3 251. Занимает площадь 0,85 км². Код КОАТУУ — 6821282201.

## Местный совет
32051, Хмельницкая обл., Городокский р-н, с. Жищинцы, ул. Грушевского, 10